# Maurice Tapiero
 (octobre 2018).
Maurice Tapiero est un graphiste, peintre, auteur, illustrateur de livres pour la jeunesse et de pochette de disques.

## Biographie
Maurice Tapiero a principalement réalisé entre les années 1960 et 1990 les illustrations de la collection Le Petit Ménestrel (disques Lucien Adès), dont le principe était d'offrir au jeune lecteur un livre-disque. Il s'agissait d'un livre illustré au format carré accompagné d'un disque LP 33 tours présentant l'adaptation de romans, contes ou biographies de musiciens, lues par des artistes (comédiens ou chanteurs), venus du théâtre ou du cinéma.
Le travail d'illustration de Maurice Tapiero a fait l'objet de rééditions régulières de 1990 à aujourd'hui.

## Œuvres illustrées et publiées

### Livres sonores pour la jeunesse
Éditions Lucien Adès  / Le Petit Ménestrel
- 1959 : Don Quichotte de la Mancha[2] - D'après Cervantes (20 pages).

Un livre-disque pour enfant de la collection Le Petit Ménestrel - ALB. 28. Enregistrement sonore. Texte de Cervantes dit par Gérard Philipe et Jacques Fabbri. Illustrations en couleurs de Maurice Tapiero.
- 1959 : Franz Schubert raconté aux enfants[4] - Texte de Claude Dufresne (20 pages).

Un livre-disque pour enfant de la collection Le Petit Ménestrel - ALB. 31. Enregistrement sonore avec extraits musicaux de l'œuvre du compositeur. Texte de Claude Dufresne dit par Jean Topart et Claude Laydu. Illustrations en couleurs de Maurice Tapiero.
- 1960 : Frère Jacques ou le Solfège sans larmes[6]  - Texte et interprétation d'Aimé Doniat (20 pages).

Le Petit Ménestrel - ALB 41. Adaptation phonographique de Lucien Adès. Illustrations en couleurs de Maurice Tapiero.
- 1960 : La Vie de Beethoven racontée aux enfants[7] - Texte de Jacques Pradère (20 pages).

Un livre-disque pour enfant de la collection Le Petit Ménestrel - ALB. 50. Enregistrement sonore avec extraits musicaux de l'œuvre du compositeur. Texte de Jacques Pradère dit par Madeleine Renaud et Jean-Louis Barrault. Illustrations en couleurs de Maurice Tapiero.
- 196? : La Vie de Franz Liszt racontée aux enfants - Texte de José Bruyr (20 pages).

Un livre-disque pour enfant de la collection Le Petit Ménestrel - ALB. 63 . Enregistrement sonore avec extraits musicaux de l'œuvre du compositeur. Texte de José Bruyr dit par Jacques Dacqmine, Claire Maffei, Philippe Mahrer et Gaëtan Jor. Mise en ondes : Jean Bolo. Adaptation phonographique de Lucien Adès. Illustrations en couleurs de Maurice Tapiero.
- 196? : L'Enfant et les Sortilèges, raconté aux enfants  - Texte de Colette d'après l'œuvre de Maurice Ravel (20 pages)

Un livre-disque pour enfant de la collection Le Petit Ménestrel - ALB. …. Musique de Maurice Ravel Orchestre national de l'ORTF sous la direction de Lorin Maazel. Illustrations en couleurs de Maurice Tapiero.
- 196? : Aladin et la Lampe merveilleuse  - D'après le conte des Mille et Une Nuits (20 pages)[10].

Le Petit Ménestrel - ALB ???. Adaptation phonographique de ?. Raconté par Jean-Claude Drouot. Illustrations en couleurs de Maurice Tapiero.
- 1965 [11]: Oh ! Les Jolies Rondes et Chansons (Vol.I)[12] - , illustrations de Maurice Tapiero (12 pages).

(Éditions Lucien Adès / Le Petit Ménestrel - ALB 101). Ensemble instrumental sous la direction de Jean Baïtzouroff. 10 titres interprétés par Christiane Legrand, Anne Germain, Jean Cussac, Henry Talourd.
- 1965 : Oh ! Les Jolies Rondes et chansons (vol. 2)[13] - Denise Benoit (chant), illustrations de Maurice Tapiero (12 pages).

(Éditions Lucien Adès / Le Petit Ménestrel - ALB 104).
- 1965 : Oh ! Les Jolies Rondes et chansons (vol. 3)[13] - Marc et André (chant), illustrations de Maurice Tapiero (12 pages).

(Éditions Lucien Adès / Le Petit Ménestrel - ALB 103).
- 1965 : Oh ! Les Jolies Rondes et chansons (vol. 4)[13] - Marc et André (chant), illustrations de Maurice Tapiero (12 pages).

(Éditions Lucien Adès / Le Petit Ménestrel - ALB 104).
- 1965 : Oh ! Les Jolies Rondes et chansons (vol. 5)[13] - Denise Benoit (chant), illustrations de Maurice Tapiero (12 pages).

(Éditions Lucien Adès / Le Petit Ménestrel - ALB 105).
- 1965 : Oh ! Les Jolies Rondes et chansons (vol. 6)[13] - Denise Benoit (chant), illustrations de Maurice Tapiero (12 pages).

(Éditions Lucien Adès / Le Petit Ménestrel - ALB 106). .
- 1965 : Oh ! Les Jolies Rondes et chansons (vol. 7)[13] - Maîtrise d'enfants de l'ORTF (direction Jacques Jouineau), illustrations de Maurice Tapiero (12 pages).

(Éditions Lucien Adès / Le Petit Ménestrel - ALB 107). .
- 1966 : Riquet à la houppe  - Texte de Marie Mesenge d'après le conte de Charles Perrault (24 pages dont 1 planche à colorier)[10].

Le Petit Ménestrel - ALB 203. Adaptation phonographique de Marie Mesenge. Raconté par Jean-Claude Drouot et Anna Gaylor, avec Claire Duhamel, Monique Martial et Jean Bolo. Illustrations en couleurs de Maurice Tapiero.
- 1966 : Peau d'âne  - D'après Charles Perrault (20 pages)[14],[10]. Texte dit par Simone Valère.

Le Petit Ménestrel - ALB 205. Adaptation phonographique de Jean-Pierre Enard. Direction musicale : Hubert Rostaing. Récitants : Denise Benoit, Gaëtan Jor, Monique Martial, Simone Valère, Joël Demarty. Illustrations en couleurs de Maurice Tapiero.
- 1966 : Ali Baba et les Quarante Voleurs  - D'après le conte des Mille et Une Nuits (20 pages)[16].

Le Petit Ménestrel - ALB 211. Adaptation phonographique de Jean-Jacques Bloch. Direction musicale : Hubert Rostaing. Récitants : Michel Mery, Jacques Provins, Nelly Delmas, Marie-France Riviere, Jacques Thébault. 
- 1967 : Fanfan la tulipe[2]  - D'après le film de Christian-Jacque (20 pages).

Le Petit Ménestrel - ALB 301. Adaptation phonographique de ?. Raconté par Gérard Philipe, avec Georges Wilson, Monique Chaumette et Daniel Sorano. Musique de Maurice Jarre. Illustrations en couleurs de Maurice Tapiero.
- 1967 : Poil de carotte - Texte de Jules Renard (20 pages).

Un livre-disque pour enfant de la collection Le Petit Ménestrel - ALB. 305. Enregistrement sonore. Texte de Jules Renard dit par Madeleine Renaud, Georges Wilson, Denise Benoit et Gérard Lartigau. Illustrations en couleurs de Maurice Tapiero.
- 1968 : Les Mirifiques Aventures de Grandgousier, Gargantua et Pantagruel[17] - Adaptation phonographique de Suzanne André Gallois (20 pages).

Un livre-disque pour enfant de la collection Le Petit Ménestrel - ALB. 308. Enregistrement sonore. Texte dit par Jean Marais, avec Danielle Volle, Pierre Tornade, Gaëtan Jor. Illustrations en couleurs de Maurice Tapiero.
- 1968 : David et Goliath[17] - Adaptation phonographique de … (20 pages).

Un livre-disque pour enfant de la collection Le Petit Ménestrel - ALB. 306. Enregistrement sonore. Raconté et avec Jacques Fabbri, Michel Galabru, Claude Piéplu. Illustrations en couleurs de Maurice Tapiero.
- 1968 : Ulysse et les Cyclopes[18] - Texte d'après Homère  (24 pages dont 1 planche à colorier).

Un livre-disque pour enfant de la collection Le Petit Ménestrel - ALB. 309. Enregistrement sonore. Texte d'Homère dit par Philippe Noiret, avec Guy Piérauld, Gaëtan Jor, Jacques Fayet. Illustrations en couleurs de Maurice Tapiero.
- 1969 : Mozart racontée aux enfants - Texte de Georges Duhamel de l'Académie française (24 pages).

Un livre-disque pour enfant de la collection Le Petit Ménestrel - ALB. 310. Enregistrement sonore avec extraits musicaux de l'œuvre du compositeur. Raconté par Gérard Philipe. Illustrations en couleurs de Maurice Tapiero.
- 1969 : La Vie de Bach racontée aux enfants - Texte de Jacques Pradère (20 pages).

Un livre-disque pour enfant de la collection Le Petit Ménestrel - ALB. 313. Enregistrement sonore avec extraits musicaux de l'œuvre du compositeur. Texte de Jacques Pradère dit par Manuel Denis. Illustrations en couleurs de Maurice Tapiero.
- 1969 : La Vie de Robert Schumann racontée aux enfants[19]- Texte de Jacques Pradère (20 pages).

Le Petit Ménestrel - ALB 316.Texte de Jacques Pradère dit par Michel Bouquet avec Danielle Volle, Sylvine Delannoy, Gaëtan Jor, Jacques Fayet. Adaptation phonographique de Lucien Adès. Illustrations en couleurs de Maurice Tapiero.
- 1969 : La Vie d'Hector Berlioz racontée aux enfants - Texte de Henry Barraud (20 pages).

Un livre-disque pour enfant de la collection Le Petit Ménestrel - ALB. 317. Enregistrement sonore avec extraits musicaux de l'œuvre du compositeur. Texte de Henry Barraud dit par Jean-Louis Barrault avec Gaëtan Jor et Jacques Fayet. Illustrations en couleurs de Maurice Tapiero.
- 1969 : La Vie de Antonio Vivaldi racontée aux enfants - Texte de Jean Roy (20 pages).

Un livre-disque pour enfant de la collection Le Petit Ménestrel - ALB. 318. Enregistrement sonore avec extraits musicaux de l'œuvre du compositeur. Texte de Jean Roy dit par François Périer avec Gaetan Jor et Jacques Fayet. Illustrations en couleurs de Maurice Tapiero.
- 1969 : La Vie de Richard Wagner racontée aux enfants - Texte de Marie Kosma-Merlin (20 pages).

Un livre-disque pour enfant de la collection Le Petit Ménestrel - ALB. 319. Enregistrement sonore avec extraits musicaux de Rameau et Couperin notamment. Texte de Marie Kosma-Merlin dit par Jean Piat. Adaptation phonographique de Lucien Adès. Illustrations en couleurs de Maurice Tapiero.
- 1969 : La Vie de Tchaïkovski racontée aux enfants - Texte de Michel Hofmann (20 pages).

Un livre-disque pour enfant de la collection Le Petit Ménestrel - ALB. 320. Enregistrement sonore avec extraits musicaux de Rameau et Couperin notamment. Texte de Michel Hofmann dit par Emmanuèle Riva avec Francis Huster dans le rôle de Tchaïkovsky, Gaëtan Jor et Magali Clément. Illustrations en couleurs de Maurice Tapiero.
- 1970 : Children's Corner ou le Coin des enfants[20] - 6 contes d'après la musique de Claude Debussy (20 pages).

Un livre-disque pour enfant de la collection Le Petit Ménestrel - ALB. 321. Enregistrement sonore avec extraits musicaux de l'œuvre du compositeur avec Claude Helffer au piano. Racontés par Micheline Presle et Jacques Duby. Illustrations en couleurs de Maurice Tapiero.
- 1970 : Sindbad le marin[2]  - D'après … (20 pages).

Le Petit Ménestrel - ALB 324. Adaptation phonographique de ?. Raconté par Christian Marin, avec Jean-Paul Coquelin, Jacques Fayet. Illustrations en couleurs de Maurice Tapiero.
- 1971 : Les Plus Belles Fables de La Fontaine - Texte de Jean de La Fontaine (20 pages).

Un livre-disque pour enfant de la collection Le Petit Ménestrel - ALB. 329. Enregistrement sonore avec extraits musicaux de Rameau et Couperin notamment. Fables de Jean de La Fontaine dites par François Périer, Pierre Bertin et Jacques Fabbri. Illustrations en couleurs de Maurice Tapiero.
- 1972 : Scènes d'enfants[21] - Contes de Claire Frédéric d'après Robert Schumann (20 pages).

Un livre-disque pour enfant de la collection Le Petit Ménestrel - ALB. 345. Enregistrement sonore avec extraits musicaux de l'œuvre du compositeur avec Claude Helffer au piano. Texte dit par Laurent Terzieff avec Pascale de Boysson, Éric Métayer. Illustrations en couleurs de Maurice Tapiero.
- 1972 : La Vie de Felix Mendelssohn racontée aux enfants[19] - Texte de Lucien Adès (20 pages).

Un livre-disque pour enfant de la collection Le Petit Ménestrel - ALB. 347. Enregistrement sonore avec extraits musicaux de l'œuvre du compositeur. Texte de Lucien Adès dit par Marie Dubois avec Jean Bolo, Jean-Paul Coquelin, Jean-François Lucas. Mise en ondes de Jean Bolo. Illustrations en couleurs de Maurice Tapiero.
- 1972 : Buffalo Bill et l'épopée du Far-west[22] - Texte de Claude Appell (20 pages).

Un livre-disque pour enfant de la collection Le Petit Ménestrel - ALB. 348. Enregistrement sonore avec extraits musicaux. Texte de Lucien Adès dit par François Périer avec Edward Meeks (Buffalo Bill), Jean-Paul Coquelin, Jean Bolo, Gaëtan Jor, Michel Modo, Michel Derain. Country Polka de Buck Owens. Illustrations en couleurs de Maurice Tapiero.
- 1972 : La Vie de François Couperin racontée aux enfants - Texte de Max-Pol Fouchet (20 pages).

Un livre-disque pour enfant de la collection Le Petit Ménestrel - ALB. 350. Enregistrement sonore avec extraits musicaux de l'œuvre du compositeur. Texte écrit et dit par Max-Pol Fouchet. Illustrations en couleurs de Maurice Tapiero.
- 1973 : La Vie de Johannes Brahms racontée aux enfants[19] - Texte de Henry Barraud (20 pages).

Un livre-disque pour enfant de la collection Le Petit Ménestrel - ALB. 365. Enregistrement sonore avec extraits musicaux de l'œuvre du compositeur. Texte de Henry Barraud dit par Michel Vitold. Illustrations en couleurs de Maurice Tapiero.
- ? :  Les Misérables racontés aux enfants - D'après Victor Hugo (20 pages).

 Interprètes : François Périer et Georges Wilson.
- 1974 : La Vie de Georg Friedrich Haendel racontée aux enfants  - Texte de Virgil M. Dobson (20 pages).

Un livre-disque pour enfant de la collection Le Petit Ménestrel - ALB. 369. Enregistrement sonore avec extraits musicaux de l'œuvre du compositeur. Texte de Virgil M. Dobson dit par Georges Descrières. Illustrations en couleurs de Maurice Tapiero.
- 1974 : La Vie de Chopin racontée aux enfants  - Texte de Claude Dufresne (20 pages).

Un livre-disque pour enfant de la collection Le Petit Ménestrel - ALB. 370. Enregistrement sonore avec extraits musicaux de l'œuvre du compositeur. Texte dit par Delphine Seyrig, avec Francis Huster de la Comédie-Française. Illustrations en couleurs de Maurice Tapiero.
- 197? : Bastien et Bastienne, version française de l'œuvre pour enfants[23]  - Texte de … d'après l'œuvre de Mozart (20 pages).

Un livre-disque pour enfant de la collection Le Petit Ménestrel - ALB. ???. Enregistrement sonore avec extraits musicaux de l'œuvre : orchestre sous la direction de Paul Kuantz. Texte dit …. Illustrations en couleurs de Maurice Tapiero.
- 197? : Les Quatre Saisons, conte pour les enfants[23]  - Imaginé par … d'après l'œuvre de Vivaldi (20 pages).

Un livre-disque pour enfant de la collection Le Petit Ménestrel - ALB. ???. Enregistrement sonore avec extraits musicaux de l'œuvre : orchestre de chambre de Paul Kuantz. Texte dit Delphine Seyrig. Illustrations en couleurs de Maurice Tapiero.
- 1977 : La Flûte enchantée, raconté aux enfants[23]  - Texte de … d'après l'œuvre de Mozart (20 pages).

Un livre-disque pour enfant de la collection Le Petit Ménestrel - ALB. 411/12. Enregistrement sonore avec extraits musicaux de l'œuvre. Texte dit par Claude Rich. Illustrations en couleurs de Maurice Tapiero.
- 1976 : Béla Bartók pour les enfants[24]  - Texte de … (20 pages).

Un livre-disque pour enfant de la collection Le Petit Ménestrel - ALB. 361. Enregistrement sonore avec extraits musicaux de l'œuvre du compositeur joués par Emmy de Votisky. Texte dit par Geneviève Casile, sociétaire de la Comédie-Française. Illustrations en couleurs de Maurice Tapiero.
Nouvelle numérotation de la série à partir du no 400
- 1977 : Molière pour la joie des enfants[25] (2 LP) - Texte de Jean Meyer (20 pages).

Un livre-double disque pour enfant de la collection Le Petit Ménestrel - ALB 407/8. Adaptation phonographique de Jean Meyer. Raconté par Jean Meyer, avec Jean Meyer, Anna Gaylor, Danielle Volle, Jean Parédès (vol. 1) et Robert Hirsch, Jean Richard, Claudine Auger (vol. 2). Illustrations en couleurs de Maurice Tapiero.
- 1977 : Chansons dorées (volume 6)[26]  - (20 pages).

Un livre-disque pour enfant de la collection Le Petit Ménestrel - ALB. 166. Enregistrement sonore avec Denise Benoit, Christiane Legrand, Marc et André, les Petits Chanteurs de Vincennes. Illustrations en couleurs de Maurice Tapiero.
- 1978 : Perrette Pradier raconte Candy-Candy  - Illustrations de Nadine Forster et Maurice Tapiero (20 pages)[27].

Le Petit Ménestrel - ALB 139. (Musique de Keigo Nakita - Takeo Watanabe / Charles Level et découpage phonographique : Claude Morand) 
- 1978 : Toccata et Mordicus - Le Réveil de Mordicus  - Illustrations de Nadine Forster et Maurice Tapiero (20 pages)[28].

Le Petit Ménestrel - ALB 158. (Daniele Héran / musique de Jean Morlier). Présentation : D'après l'émission "1 rue Sésame".
Avec les voix de Lucien Morisse (Toccata), Georges Mosca (Mordicus), Monique Tarbès (Clémence), Edith Garnier (Odile), Roger Elcourt (Roger), Maxime Arcos (Maxime)
Générique interprété par Claude Sonneville. Chanson de Toccata interprétée par Claude Sonneville. Chanson de Mordicus interprétée par Denis Demoulin.
- 1978 : Ernest et Bart reçoivent leurs amis  - Illustrations de Nadine Forster et Maurice Tapiero (20 pages)[29].

Le Petit Ménestrel - ALB 159. Avec les voix de Philippe Dumat et Henri Djanik  d'après l'émission 1, rue Sésame. 
- 1978 : Les Chansons de Toccata et Mordicus : 1, rue Sésame (générique) - Texte de Denis Demoulin  - Claude Sonneville -   Disques Adès / Le Petit Ménestrel 11.017 (format histoire + 45t)[30]
- 1978 : Maya au secours de Flip  - Illustrations de Nadine Forster et Maurice Tapiero (20 pages)[31].

Le Petit Ménestrel - ALB 187. (Musique de Waldemar Bonsels - Karel Svoboda) 
- 1979 : Une aventure de Wickie le Viking  - Illustrations de Nadine Forster et Maurice Tapiero (20 pages)[32].

Le Petit Ménestrel - ALB 188. (d'après Runer Jonsson / musique : Karel Svoboda / générique : Christian Bruhns - Jean Baïtzouroff) 
- 1979 : La Bataille des planètes - Operation Dinosaure  - Illustrations de Nadine Forster et Maurice Tapiero (20 pages)[33].

Le Petit Ménestrel - ALB 192. Avec Michele Bardollet, Jacky Berger, Thierry Bourdon, Philippe Dumat, Michel Gatineau, Bernard Jourdain, Catherine Lafond et Claude Rollet 
- 1979 : Le Grand Ba-va-za-ka - Texte de Daniel Hamelin et Noë Willer -  Disques Adès / Le Petit Ménestrel 11.038 (format histoire + 45t)[34]
- 1979 : Les Chansons de Candy-Candy - Illustrations de Nadine Forster et Maurice Tapiero -  Disques Adès / Le Petit Ménestrel 11.032 (Format Histoire + 45t)[35]
- 1981 : Chansons dorées de notre enfance (volume 1)  -  illustrations de Maurice Tapiero (20 pages).

Le Petit Ménestrel - ALB 2??. 
- 1981 : Chansons dorées de notre enfance (volume 2)  -  illustrations de Maurice Tapiero (20 pages)[36].

Le Petit Ménestrel - ALB 2??. 
- La Flûte enchantée[37] - Texte de Lucien Adès (20 pages).

Le Petit Ménestrel - ALB 6043. Musique de Mozart. Interprètes : Claude Rich 
- La vie de Antonio Stradivarius racontée aux enfants - Texte de E. Matelot (20 pages).

Le Petit Ménestrel - ALB 6050. Musique d'Antonio Stradivarius. Interprètes : Yehudi Menuhin et divers.
- 1989 : Le Lac des cygnes - Texte de Maurice Tapiero (20 pages).

Le Petit Ménestrel - ALB 60??. Texte de Maurice Tapiero dit par Jean Topart. Extraits musicaux du ballet de Tchaïkovski.
- : Golden Songs for Boys and Girls[38] - Chantées par Micheline Presle -  Disque Adès. Orchestre et direction misicale de Jean Baitzouroff.

Rééditions Adès / Le Petit Ménestrel dans la série Un musicien, sa vie, son œuvre autour de 1990
- Franz Liszt : sa vie, son œuvre - Texte de José Bruyr (20 pages).

Le Petit Ménestrel - ALB 6006. Interprètes : Francis Huster
- Frédéric Chopin : sa vie, son œuvre - Texte de Claude Dufresne (20 pages).

Le Petit Ménestrel - ALB 6007. Interprètes : Francis Huster et Delphine Seyrig 
- Tchaïkovski : sa vie, son œuvre - Texte de Michel Hoffmann (20 pages).

Le Petit Ménestrel - ALB 6009. Interprètes : Francis Huster et Emmanuelle Riva 
- Franz Schubert : sa vie, son œuvre - Texte de Claude Dufresne (20 pages).

Le Petit Ménestrel - ALB 6010. Interprètes : Michel Bouquet
- 1990 : Jacques Offenbach : sa vie, son œuvre[39] - Texte de Claude Dufresne (20 pages).

Le Petit Ménestrel - ALB 6011. Interprètes : Roger Carel et Liliane Patrick 
- Jean-Sébastien Bach : sa vie, son œuvre - Texte de Jacques Pradière (20 pages).

Le Petit Ménestrel - ALB 6012. Interprètes : Denis Manuel.
- Georges Frederic Heandel : sa vie, son œuvre - Texte de Virgil M. Dobson (20 pages).

Le Petit Ménestrel - ALB 6013. Interprètes : Georges Descrières.
- Antonio Vivaldi : sa vie, son œuvre - Texte de Jean Roy (20 pages).

Le Petit Ménestrel - ALB 6014. Interprètes : François Périer, Gaëtan Jor et Jacques Fayet.
- 1990 : Robert Schumann : sa vie, son œuvre  - Texte de Jacques Pradère (20 pages).

Le Petit Ménestrel - ALB 601?. Interprètes : Michel Bouquet, Gaëtan Jor, Jacques Fayet, Sylvine Delanoy. Première édition en 1969 sous le titre La Vie de Robert Schumann racontée aux enfants.
- 1992 : Ludwig van Beethoven : sa vie, son œuvre[40] - Texte de Jacques Pradère (28 pages).

Le Petit Ménestrel - ALB 6017. Interprètes : Madeleine Renaud et Jean-Louis Barrault.
- François Couperin, le grand : sa vie, son œuvre - Texte de Max-Pol Fouchet (20 pages).

Le Petit Ménestrel - ALB 6018. Interprètes : Max Pol Fouchet.
- Richard Wagner : sa vie, son œuvre - Texte de M. Kosma-Merlin (20 pages).

Le Petit Ménestrel - ALB 6020. Interprètes : Jean Piat.
Albums Les Enfants sages
Collection de livres pour enfants illustrés en couleurs et accompagnés d'un disque 45 tours.
- 1967 : Patchou, le petit âne Un album Les Enfants sages - 45 T ENF ???.

Raconté par Amandine, illustrations de Maurice Tapiero
- La Bergère et le Ramoneur[41]  Un album Les Enfants sages - 45 T ENF 712. D'après une histoire de Hans-Christian Andersen.

Raconté par Anne Vernon, illustrations de Maurice Tapiero
- 197? : Rondes et chansons pour les enfants sages (vol. 1)[42]  Un album Les Enfants sages - 45 T ENF 707.

Chanté par Jany Sylvaire, illustrations de Maurice Tapiero
- 197? : Rondes et chansons pour les enfants sages (vol. 2)[43]  Un album Les Enfants sages - 45 T ENF 708.

Chanté par Jany Sylvaire, illustrations de Maurice Tapiero
- 1973 : Polichinelle[44]  -  Un album Les Enfants sages - 45 T ENF 739.

Texte d'Anne Florentin. Raconté par Laurence Badie, Christian Parisy, Maurice Vamby, illustrations de Maurice Tapiero.
- 197? : Pompon, le petit marin courageux[45]  Un album Les Enfants sages - 45 T ENF 740.

Raconté par Gaëtan Jor, illustrations de Maurice Tapiero
- Avec nos comptines, jouons aux cosmonautes (volume 1)[46]  Un album Les Enfants sages - 45 T ENF ???.

Raconté par Marie Kosma-Merlin, chansons interprétées par les Chanteurs de Vincennes, illustrations de Maurice Tapiero
Albums Arion / CBS
Pour Le Petit Gemini : collection de disques pour enfants illustrés en couleur, avec un jeu à découper sur le rabat de pochette et accompagné d'un disque 45t.
- 1968 : Chansons et rondes, jeux et comptines[48]  Disque Arion  Le Petit Gémini PGA 003.

8 chansons interprétées par les Enfants de Verrières-le-Buisson, illustrations de Maurice Tapiero
- 196? : Nano l’écureuil[49]  Disque Arion  Le Petit Gémini PGA 20 002.

Raconté par Amandine, conte de Billie Rambert, illustrations de Maurice Tapiero.

### Livres pour la jeunesse
Éditions G. P.
- 1971 : Rondes et chansons de France[50]  Éditions G. P. - Bibliothèque Rouge et Bleue no 121.

### Illustrations de pochettes
- Pour Denise Benoit : Chansons à la coq (pour les coqs)[51] Disques Adès - Ades 620 (LP 33t)
- 1968 : Monsieur Erik Satie[52] par l'Orchestre national de France et Manuel Rosenthal Disque Adès 19.011
- 1968 : Brigitte Fontaine est… folle !, de Brigitte Fontaine
- 1969 : La Belle au bois dormant[53] - Disque Disneyland records ST-3911 F (LP 33t). Enluminures de Maurice Tapiero.
  - Présence d'Albert Camus : L'Homme (volume 1) -  Disques Adès - Ades 7036[54] 
  - Présence d'Albert Camus : L'Écrivain (volume 2) -  Disques Adès Ades 7037[54] 
  - Présence d'Albert Camus : L'Écrivain et le Théâtre (volume 3) Disques Adès - Ades 7037[54] 
  - Mon ami piano : 42 pièces de Bach à Stravinsky[55]  - « À la découverte du piano » avec Michèle Boegner  Disques Adès - Ades 20374.

### Illustrations de livres sonores
- 1957 : L'Ange de feu, opéra en 5 actes de Sergueï Prokofiev (version française) - Éditions Lucien Adès

Livre accompagné de 3 LP (Format 40 × 32 cm). Broché sous double couverture rempliée et toile, toutes deux illustrées. 50 pages auxquelles sont joints trois disques 33 tours. Édition réalisée par Lucien Adès. Maquette de reliure, illustrations par Maurice Tapiero. Enregistrement au théâtre de l'Apollo, Paris, mai 1957. Montage et gravure dans les studios Vega. Livret précédé d'une préface en deux pages de H. Swarsenski. Traduction en français par Michel Ancey. Cet album contient 3 disques 33 tours, enchâssés dans une reliure de toile blanche, accompagnés d'un livret numéroté imprimé sur vélin pur fil à la forme Arjomari 160 g et rehaussé de portraits, gravures, frontispice entièrement originaux dus au peintre Maurice Tapiero..